# Nepasice

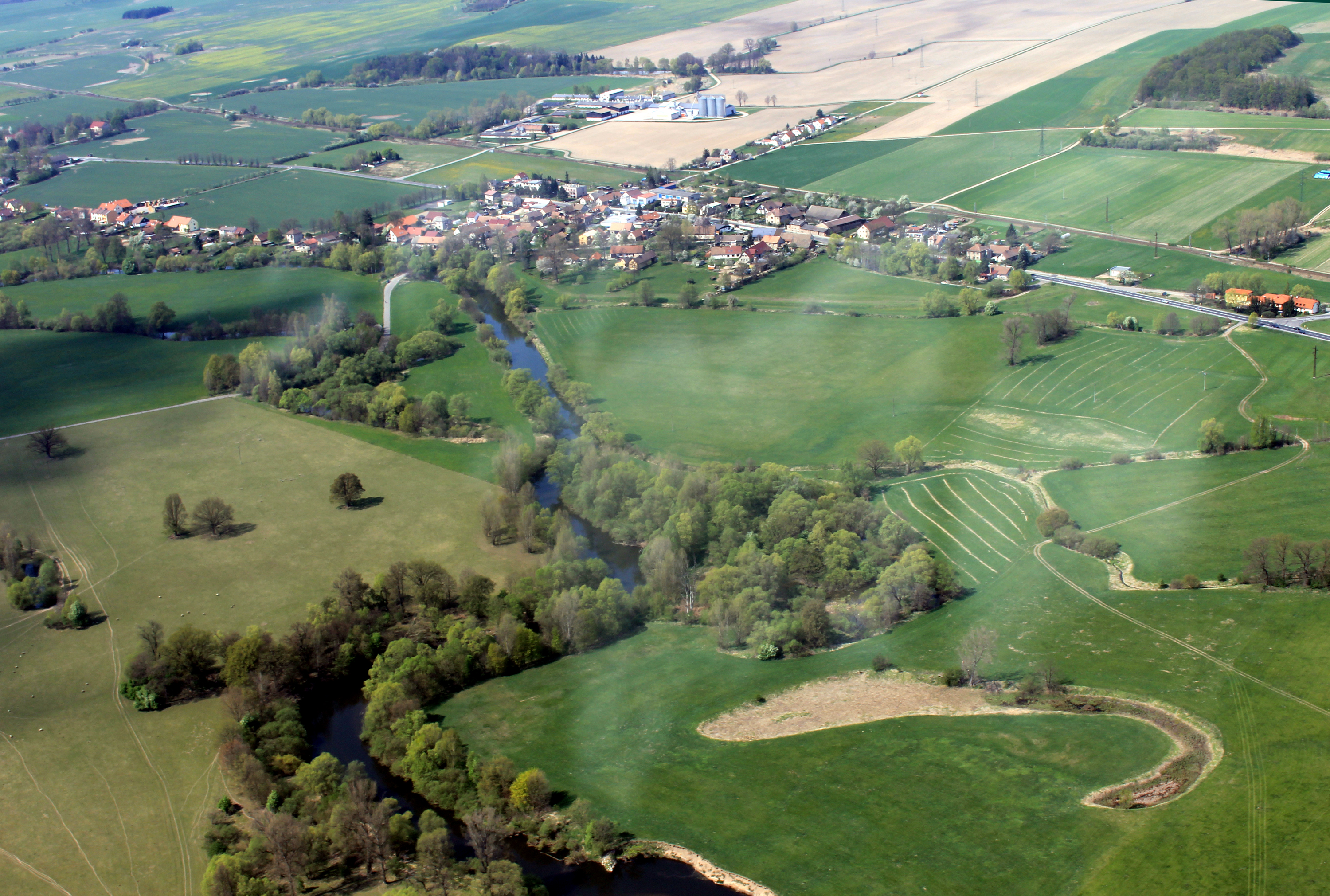
Luftaufnahme

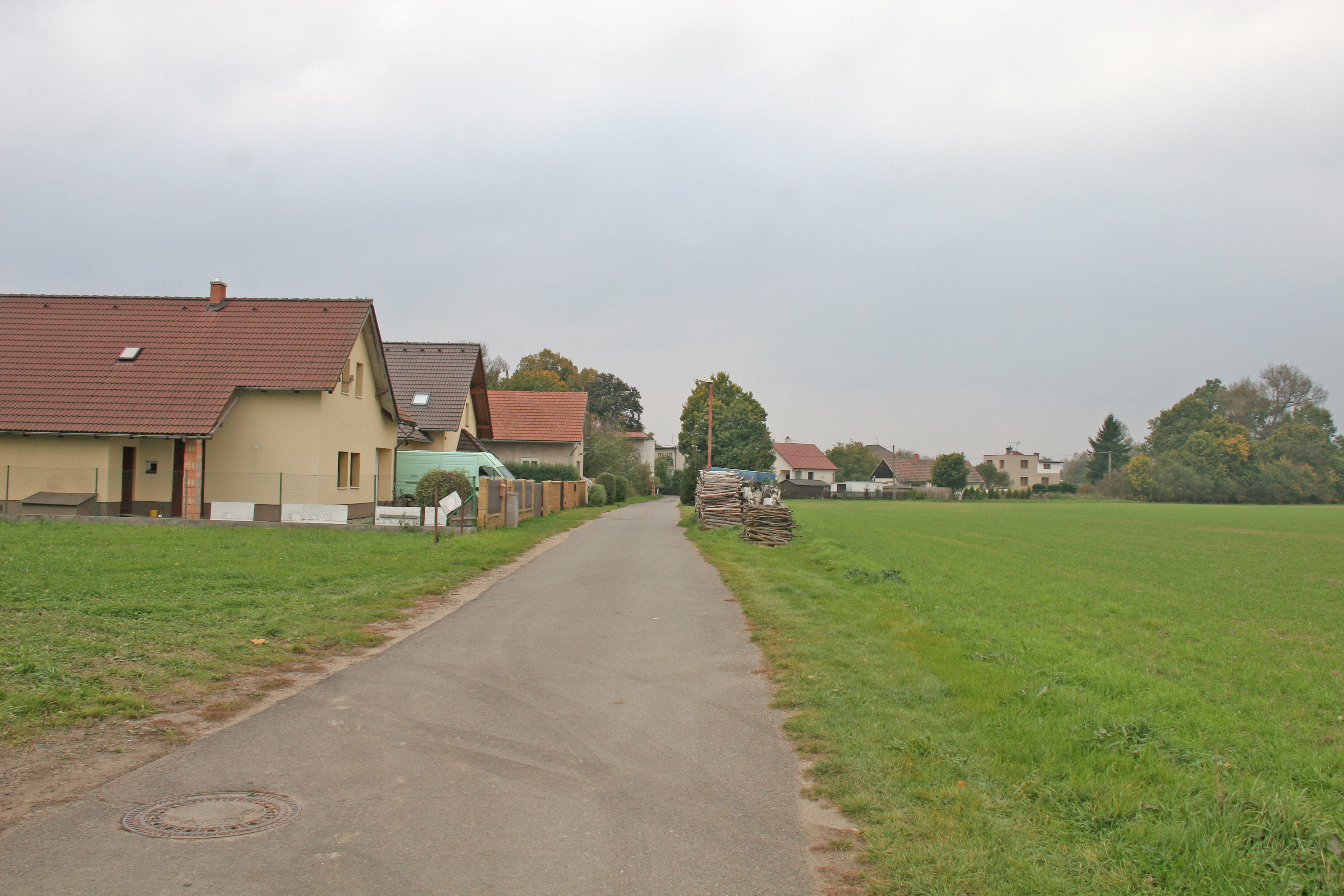
Ortsansicht

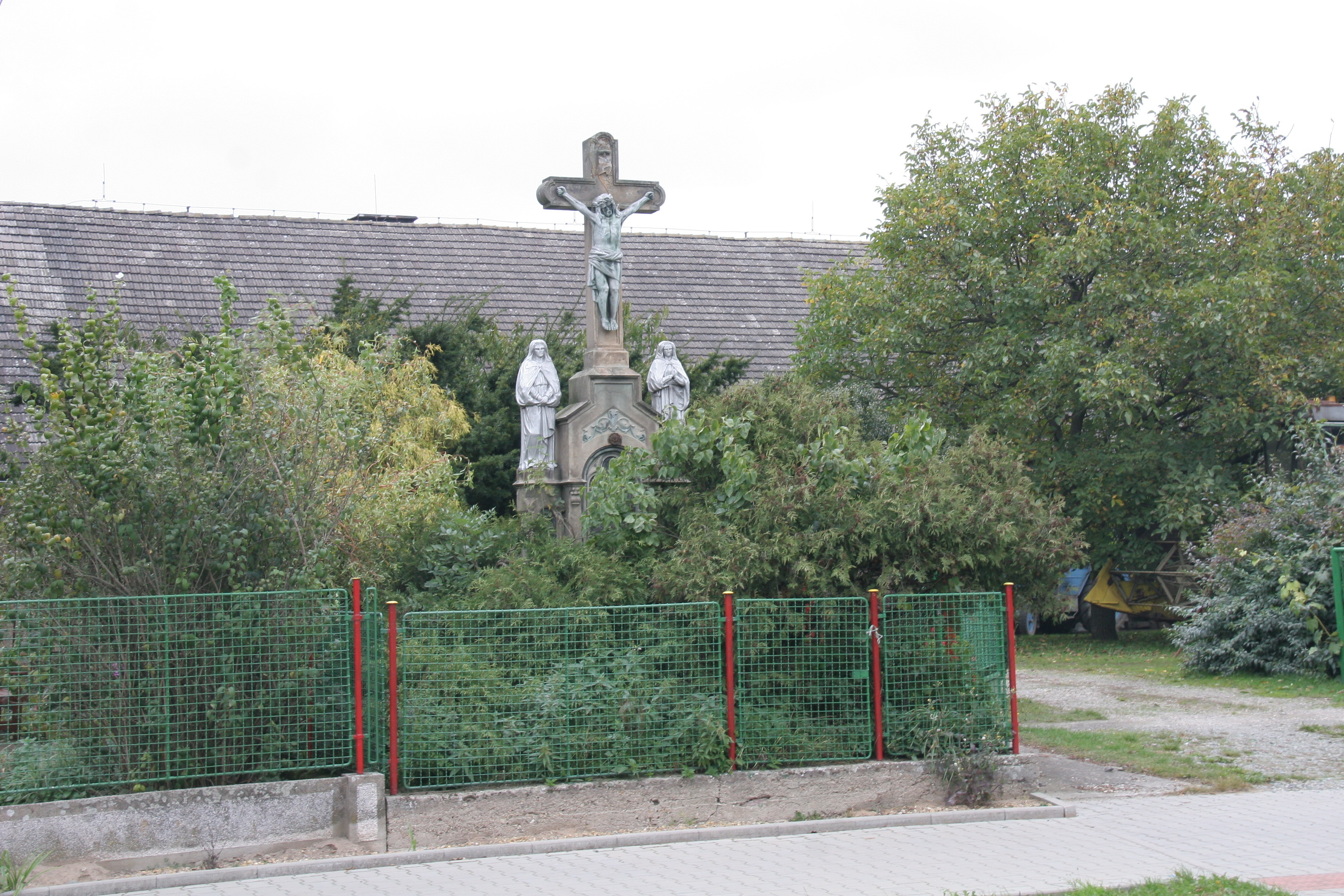
Kreuz auf dem Dorfplatz

Nepasice (deutsch Nepasitz) ist ein Ortsteil der Stadt Třebechovice pod Orebem in Tschechien. Er liegt neun Kilometer östlich des Stadtzentrums von Hradec Králové und gehört zum Okres Hradec Králové.

## Geographie
Nepasice befindet sich rechtsseitig der Orlice auf dem Gebiet des Naturparks Orlice in den Orlické nivy (Adlerauen). Durch das Dorf führt die Staatsstraße I/11 zwischen Hradec Králové und Třebechovice pod Orebem; am nördlichen Ortsrand verläuft die Bahnstrecke Chlumec nad Cidlinou–Międzylesie. Nördlich erheben sich der Tanaborek (272 m n.m.) und die Čičinská (281 m n.m.), nordöstlich der Turek (309 m n.m.) und die Kalvárie (266 m n.m.) sowie östlich der Oreb (256 m n.m.).
Nachbarorte sind Librantice und Borovice im Norden, Jeníkovice, Cihelna und Polánky nad Dědinou im Nordosten, Třebechovice pod Orebem im Osten, Krňovice im Südosten, Marokánka und Bělečský Mlýn im Süden, Běleč nad Orlicí und Nový Hradec Králové im Südwesten, Vycházející Slunce und Svinary im Westen sowie Na Žerčích, Blešno und Divec im Nordwesten.

## Geschichte
Die erste urkundliche Erwähnung von Nepasice erfolgte im Jahre 1396, als Hynek Hlaváč von Dubá dem von seiner Schwester Anežka von Roudnice gestifteten Allerheiligenaltar in der Hohenbrucker Kirche eine Halbhube Feld schenkte, die mit den der Kirche gehörigen Gehöften in Nepasice vereinigt wurde. 1496 verkaufte Johanka von Březovice die von ihrem Vater Přibík Kroměšín von Březovice geerbte Feste Hohenbruck mit dem Hof und dem Städtchen Hohenbruck sowie elf Dörfern, darunter Nepasice, für 5000 Schock Böhmische Groschen an Nikolaus d. J. Trčka von Lípa, der sie mit seiner Herrschaft Opočno vereinigte. Nach dem Tode von Jan Rudolf Trčka von Lípa wurde die Herrschaft Opočno durch König Ferdinand II. konfisziert und 1635 an die Brüder Hieronymus und Rudolf von Colloredo-Waldsee verpfändet. Ab 1789 folgten die Grafen Colloredo-Mannsfeld, die die Herrschaft bis zur Mitte des 19. Jahrhunderts besaßen.
Im Jahre 1836 bestand das im Königgrätzer Kreis gelegene Dorf Nepasitz aus 54 Häusern, in denen 299 Personen, darunter 135 Protestanten, lebten. Im Ort gab es eine Schule. Katholischer Pfarrort war Hohenbruck, das evangelische Bethaus befand sich in Kloster. Bis zur Mitte des 19. Jahrhunderts blieb das Dorf der Herrschaft Opočno untertänig.
Nach der Aufhebung der Patrimonialherrschaften bildete Nepasice ab 1849 eine Gemeinde im Gerichtsbezirk Königgrätz. Ab 1868 gehörte die Gemeinde zum Bezirk Königgrätz. Die Protestanten wurden 1870 von Kloster nach Hohenbruck umgepfarrt. Im Jahre 1874 wurde die Eisenbahn von Königgrätz nach Lichtenau in Betrieb genommen, an Nepasice rollten die Züge jedoch vorbei. Im Jahre 1927 hatte die Gemeinde 347 Einwohner. 1949 wurde Nepasice dem Okres Hradec Králové-okolí zugeordnet; dieser wurde im Zuge der Gebietsreform von 1960 aufgehoben, seitdem gehört die Gemeinde zum Okres Hradec Králové. Am 1. Juli 1980 wurde Nepasice nach Třebechovice eingemeindet. Am 3. März 1991 hatte der Ort 268 Einwohner; beim Zensus von 2001 lebten in den 97 Wohnhäusern von Nepasice 290 Personen.

## Ortsgliederung
Der Ortsteil Nepasice bildet einen Katastralbezirk.

## Sehenswürdigkeiten
- Steinernes Kreuz auf dem Dorfplatz